# 羅 (新墨西哥州)
羅是位於美國新墨西哥州聖米格爾縣的普查規定居民點。

## 人口
根據2020年美國人口普查的數據，羅的面積為15.83平方千米，皆為陸地。當地共有人口304人，而人口密度為每平方千米19.2人。